# Haemorrhage
A Haemorrhage spanyol goregrind együttes. 1990-ben alakultak Madridban, Devourment néven. Ezt a nevet azonban kénytelenek voltak megváltoztatni, ugyanis 1995-ben alakult egy amerikai death metal zenekar is ezen a néven. Trióként kezdték pályafutásukat, majd duóként folytatták, jelenleg öttagú az együttes.

## Tagok
- Luisma - ének, gitár (1990-)
- Lugubrious - ének (1993-)
- Ana - gitár (1994-)
- Ramon - basszusgitár, ének (1994-)
- David - dob (2014-)

## Korábbi tagok
- Jose - basszusgitár, ének (1990-1991), dob (1991-1996, 2011-2014)
- Emilio - dob (1990-1991)
- Daniel - dob (1996-2011)

## Diszkográfia
- Ernetic Cult (1995)
- Grume (1997)
- Anatomical Inferno (1998)
- Morgue Sweet Home (2002)
- Apology for Pathology (2006)
- Hospital Carnage (2011)
- We Are the Gore (2017)